# 100 metros estilo libre
Los 100 metros estilo libre son normalmente considerados como la prueba reina de la natación, así como los 100 metros son la prueba reina del atletismo.
El primer nadador en romper la barrera del minuto fue Johnny Weissmuller es 1922. Los poseedores de los récords mundiales en la actualidad son Pan Zhale (Juegos Olímpicos París 2024) y Sarah Sjöström (desde 2017).
La australiana Dawn Fraser ganó la prueba olímpica en tres ocasiones, convirtiéndose en la primera mujer en ganarlo en más de una vez. Y cuatro hombres —los estadounidenses Duke Kahanamoku y Johnny Weissmuller, el ruso Aleksandr Popov y el holandés Pieter van den Hoogenband— ganaron la prueba en dos ocasiones. Popov, además, ganó la prueba en el Campeonato Mundial en tres ocasiones.

## Campeones olímpicos
|                  |                                                     |                                                     |                                                     |  |
| Edición          | Ganador                                             | Tiempo                                              | Notes                                               |  |
| Atenas 1896      | Alfréd Hajós Hungría                                | 1:22.2                                              |                                                     |  |
| París 1900       | no se compitió                                      | no se compitió                                      | no se compitió                                      |  |
| San Luis 1904    | la carrera fue de 100 yardas en lugar de 100 metros | la carrera fue de 100 yardas en lugar de 100 metros | la carrera fue de 100 yardas en lugar de 100 metros |  |
| Londres 1908     | Charles Daniels Estados Unidos                      | 1:05.6                                              | World record                                        |  |
| Estocolmo 1912   | Duke Kahanamoku Estados Unidos                      | 1:03.4                                              |                                                     |  |
| Amberes 1920     | Duke Kahanamoku Estados Unidos                      | 1:00.4                                              | World record                                        |  |
| París 1924       | Johnny Weissmuller Estados Unidos                   | 59.0                                                | Olympic record                                      |  |
| Ámsterdam 1928   | Johnny Weissmuller Estados Unidos                   | 58.6                                                | Olympic record                                      |  |
| Los Ángeles 1932 | Yasuji Miyazaki Japón                               | 58.2                                                |                                                     |  |
| Berlín 1936      | Ferenc Csik Hungría                                 | 57.6                                                |                                                     |  |
| Londres 1948     | Wally Ris Estados Unidos                            | 57.3                                                | Olympic record                                      |  |
| Helsinki 1952    | Clarke Scholes Estados Unidos                       | 57.4                                                |                                                     |  |
| Melbourne 1956   | Jon Henricks Australia                              | 55.4                                                | World record                                        |  |
| Roma 1960        | John Devitt\| Australia                             | 55.2                                                | Olympic record                                      |  |
| Tokio 1964       | Don Schollander Estados Unidos                      | 53.4                                                | Olympic record                                      |  |
| México 1968      | Michael Wenden Australia                            | 52.2                                                | World record                                        |  |
| Múnich 1972      | Mark Spitz Estados Unidos                           | 51.22                                               | World record                                        |  |
| Montreal 1976    | Jim Montgomery Estados Unidos                       | 49.99                                               | World record                                        |  |
| Moscú 1980       | Jörg Woithe República Democrática Alemana           | 50.40                                               |                                                     |  |
| Los Ángeles 1984 | Rowdy Gaines Estados Unidos                         | 49.80                                               | Olympic record                                      |  |
| Seúl 1988        | Matt Biondi Estados Unidos                          | 48.63                                               | Olympic record                                      |  |
| Barcelona 1992   | Aleksandr Popov Equipo Unificado                    | 49.02                                               |                                                     |  |
| Atlanta 1996     | Aleksandr Popov Rusia                               | 48.74                                               |                                                     |  |
| Sídney 2000      | Pieter van den Hoogenband Países Bajos              | 48.30                                               | Olympic record                                      |  |
| Atenas 2004      | Pieter van den Hoogenband Países Bajos              | 48.17                                               | Olympic record                                      |  |
| Pekín 2008       | Alain Bernard Francia                               | 47.21                                               | Olympic record                                      |  |
| Londres 2012     | Nathan Adrian Estados Unidos                        | 47.52                                               |                                                     |  |
| Río 2016         | Kyle Chalmers Australia                             | 47.58                                               |                                                     |  |
| Tokio 2020       | Caeleb Dressel Estados Unidos                       | 47.02                                               | Olympic record                                      |  |
| Paris 2024       | Pan Zhanle China                                    | 46.40                                               | World record                                        |  |